# Helianthus laevigatus
Helianthus laevigatus — вид квіткових рослин з родини айстрових (Asteraceae).

## Біоморфологічна характеристика
Це багаторічник 100–220 см (кореневищні). Стебла прямовисні, зазвичай голі, іноді проксимально ворсисті (сизуваті). Листки стеблові; протилежні (проксимальні) чи чергуються; сидячі чи майже так; листкові пластинки (сірувато-зелені чи синювато-зелені) ланцетні, 8–15 × 1.5–3.5 см, абаксіально (низ) майже голі (гладкі чи злегка шорсткі на дотик, сизі); краї пилчасті чи майже цільні. Квіткових голів 1–6. Променеві квітки 5–10; пластинки 15–20 мм. Дискові квітки 35+; віночки 5.5–6.5 мм, частки жовті; пиляки темні. Ципсели 4–5.5 мм, голі. 2n = 68. Цвітіння: пізнє літо — осінь.

## Умови зростання
США (Північна Кароліна, Південна Кароліна, Вірджинія, Західна Вірджинія). Населяє сланцеві пустелі; 300–900+ метрів.